# Аве Мария
Вижте пояснителната страница за други значения на Аве Мария.
„Аве Мария“ (на латински: Ave Maria) - "Радвай се, благодатна Марио!" - е католическа молитва.
Сходна с православната „Богородице Дево“, тя е базирана на обръщението на архангел Гавриил към Богородица при Благовещението, както е изложено в Евангелие от Лука.[Лук. 1:42] Текстът започва да се използва като самостоятелна латинска молитва в средата на XI век, Към края на XV век към молитвата е добвена молба към Богородица за застъпничество за молещия се, която отсъства в православната традиция.
„Аве Мария“ е популярен текст, адаптиран в множество музикални произведения, най-популярен сред които днес е вариантът на Франц Шуберт от 1825 година.

## Латински текст
Ave Maria, gratia plena, Dominus tecum;
benedicta tu in mulieribus,
et benedictus fructus ventris tui, Iesus.
Sancta Maria, Mater Dei, ora pro nobis peccatoribus,
nunc et in hora mortis nostrae. Amen.

## Български текст
Радвай се, благодатна Марио! Господ е с тебе,
благословена си ти между жените
и благословен е плодът на твоята утроба, Исус!
Света Марио, Майко Божия, моли се за нас грешници,
сега и на смъртния ни час. Амин.